# Завади-Понікев
Завади-Понікев (пол. Zawady-Ponikiew) — село в Польщі, у гміні Ружан Маковського повіту Мазовецького воєводства.
Населення — 33 особи (2011).
У 1975-1998 роках село належало до Остроленцького воєводства.

## Демографія
Демографічна структура станом на 31 березня 2011 року:
|          | Загалом | Допрацездатний вік | Працездатний вік | Постпрацездатний вік |
| -------- | ------- | ------------------ | ---------------- | -------------------- |
| Чоловіки | 16      | 2                  | 9                | 5                    |
| Жінки    | 17      | 5                  | 7                | 5                    |
| Разом    | 33      | 7                  | 16               | 10                   |